# José Alberto Vizcarra Álvarez
José Alberto Vizcarra Álvarez (Callao, 19 de marzo de 1964) es un militar peruano. Fue comandante general del Ejército del Perú durante el gobierno de Pedro Castillo desde el 5 de agosto de 2021 al 4 de noviembre, cuando fue pasado al retiro y remplazado en el máximo cargo del Ejército peruano por Walter Horacio Córdova Alemán.
Nació en el distrito de Bellavista, en la Provincia Constitucional del Callao, el 19 de marzo de 1964. Ingresó a la Escuela Militar de Chorrillos en 1981, graduándose como alférez del arma de Caballería el 1 de enero de 1985.